# Wilhelm I. Sölner

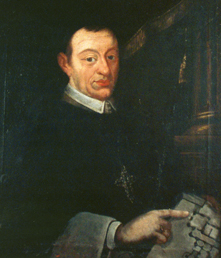
Amtsporträt des Abtes Wilhelm I. Sölner

Wilhelm I. Sölner (auch Wilhelm Selner; * 30. Dezember 1671 in Gerolzhofen; † 20. April 1741 in Ebrach) war von 1714 bis 1741 Abt des Zisterzienserklosters in Ebrach.

## Leben

### Frühe Jahre
Wilhelm Sölner wurde am 30. Dezember 1671 im unterfränkischen Gerolzhofen geboren. Seine Familie waren angesehene Bürger in der Stadt. Fünfjährig wurde Wilhelm bereits in die Ebracher Zisterzienserschule in Würzburg gesandt, um dort eine solide Ausbildung zu erhalten. Vom Fleiß des späteren Abtes zeugen die sogenannten Goldenen Bücher, die Wilhelm als Belohnung für außerordentliche schulische Leistungen erhielt. In Würzburg legte Sölner seine Matura ab.
Nach seiner Schulzeit besuchte Sölner die von Jesuiten geleitete Universität in Ingolstadt.  Er vollendete ein Studium der Theologie. Am 21. November 1691 legte er sein Gelübde in Ebrach ab und brach bald darauf ins befreundete Kloster Waldsassen auf. Dort wurde er in der Rhetorik geschult und schrieb mehrere Disputationen. Sölner ging nach Prag und studierte an der dortigen Universität Geschichte, Staatskunde und Rechtswissenschaften. Er promovierte und lehrte anschließend kirchliches Recht.
Seine akademische Laufbahn wurde unterbrochen, als man ihn in sein Kloster zurückrief. In Ebrach wurde Sölner Kanzleidirektor und bekleidete damit das höchste weltliche Amt der Abtei. Während seiner Amtszeit verfasste Wilhelm Sölner eine kurze Streitschrift gegen das Bistum Würzburg, das die Reichsunmittelbarkeit Ebrachs bezweifelte. Außerdem kämpfte er für die Exemtion der Klosterpfarrei Burgwindheim.

### Als Abt
Nach der Resignation seines Vorgängers Paulus II. Baumann wurde Sölner auf ausdrücklichen Wunsch des Emeritus zu seinem Nachfolger ernannt. Am 30. April erfolgte die einstimmige Wahl: Wilhelm Sölner wurde Abt Wilhelm I. Am 2. Juni 1715 wurde er vom Würzburger Fürstbischof Johann Philipp von Greiffenklau benediziert. Als Abt unterstützte Sölner die Armen im Einzugsgebiet des Klosters und ließ alle im Kloster speisen. Insgesamt 65 neue Religiosen wurden bis 1741 im Kloster aufgenommen.

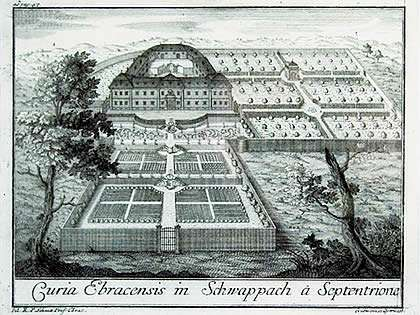
Das sogenannte Schloss Oberschwappach entstand unter Wilhelm I.

Gleichzeitig förderte der Abt die Wissenschaft im Kloster, außerdem erweiterte er die Bibliothek der Abtei. Abt Sölner begann auch eine ausgeprägte Bautätigkeit zu entwickeln und förderte den Frühbarock in seinem Herrschaftsgebiet. 1721 entstand die neue Pfarrkirche in Oberschwappach, 1722 bis 1728 wurde das Amtsschloss in Sulzheim gebaut. Auch in Weyer, Herlheim und Mönchstockheim entstanden neue Kirchen. In Alitzheim wurde das Gotteshaus 1733 vollendet. Die Amtshöfe in Elgersheim und Waldschwind ließ der Abt erneuern, das sogenannte Schloss in Oberschwappach 1733 bis 1738 und das Schloss in Burgwindheim neu erbauen.
In Ebrach entstand unter Wilhelm I. Sölner der Rokoko-Park um die Abtei. Er ließ den Dachreiter der gotischen Kirche erneuern und ihn im Stile des Barock neu aufrichten. Den immer wieder auftretenden Seuchen in der abgeschiedenen Umgebung des Klosters versuchte Sölner durch den Aufbau eines Krankenhauses entgegenzuwirken. Die frühbarocke, sogenannte Klostervorstadt um die Konventsgebäude entstand auch unter seiner Regierung.
Gegen Ende seines Lebens wurde er vom Generalkapitel beauftragt, die Rechte und Privilegien, die in der langen Geschichte des Ebracher Klosters gesammelt worden waren, zu kompilieren und so den Ansprüchen des Hochstifts Würzburg entgegenzuwirken, das die Oberherrschaft über die Abtei erzielen wollte. Deshalb entstand 1738 die Brevis Notitia (kurze Beschreibung) über das Kloster. Das Werk unterstrich die Reichsunmittelbarkeit Ebrachs.
Für den Würzburger Fürstbischof Friedrich Karl von Schönborn-Buchheim war das Schriftstück ein „Schandwerk“. Er beauftragte seinen Archivar Seitz eine Gegenschrift zu veröffentlichen und ließ das Werk öffentlich verbieten. 1739 erschien eine neue Auflage, die vom Vatikan unterstützt wurde. Sölner plante eine neue Schrift, die seine Absichten offenlegen sollte. Das Werk blieb jedoch unvollendet, da Wilhelm Sölner am 24. April 1741 siebzigjährig verstarb. Am 29. April wurde der Abt in der Klosterkirche bestattet.

## Wappen

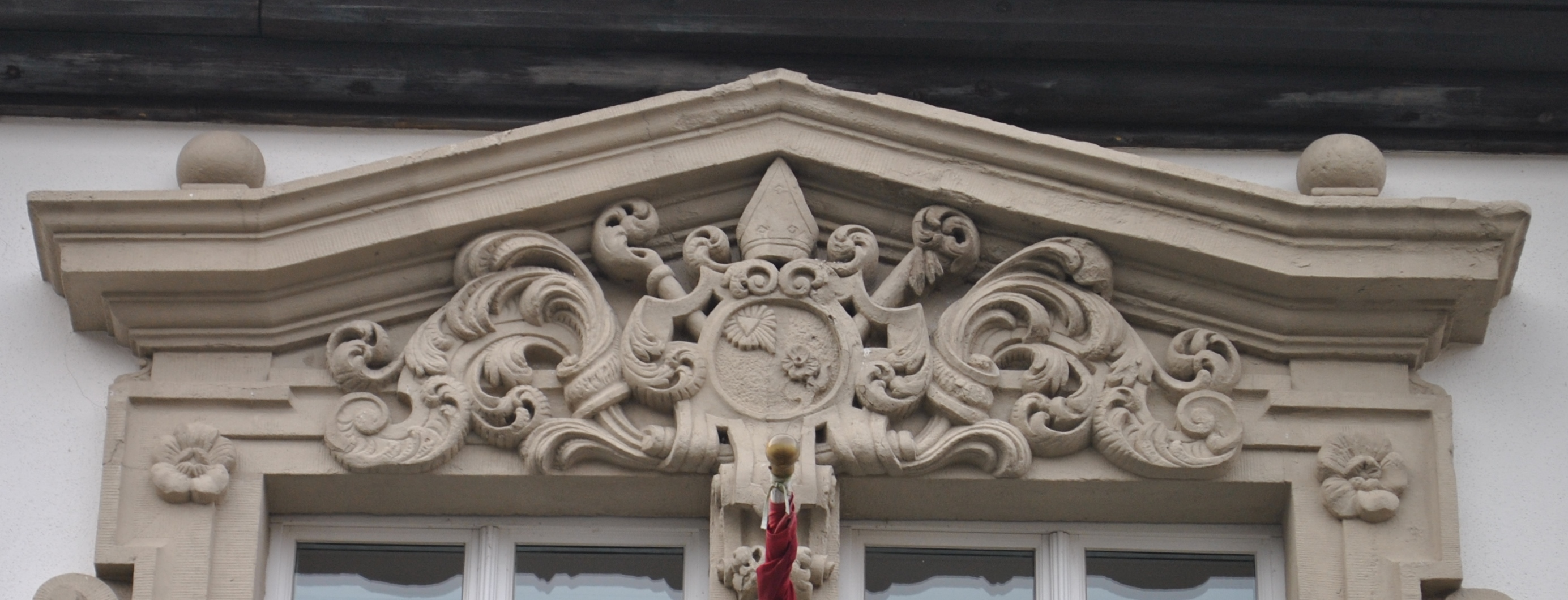
Das Wappen des Wilhelm Sölner

Aufgrund der regen Bautätigkeit unter Abt Wilhelm Sölner ist auch sein persönliches Wappen überall im ehemaligen Herrschaftsbereich des Klosters zu finden.
Beschreibung: „Oben rechts eine Sonne mit Strahlen, darunter links eine Blume. Die Tingierung ist unklar. Das Wappen findet sich an einem Türsturz in Elgersheim, den ehemaligen Gebäuden der Klostervorstadt in Ebrach und auf dem Südportal des Klosterhauptbaus. Außerdem wurde das Wappen am Portal der Jakobskirche in Herlheim angebracht.“

## Werk
- Wilhelm Sölner: Brevis notitia monasterii B. V. M. Ebracensis Sacri Ordinis Cisterciensis in Franconia: Ex probatis Authoribus, tum impressis, tum scriptis, ex originalibus Diplomatibus, ex antiquis Documentis et Scripturis desumpta, et in hunc ordinem redacta. A quodam ejusdem Loci et Ordinis Religioso. Rom 1738.